# Kefasi Chitsala
Kefasi Chitsala, född 24 juni 1994, är en malawisk långdistanslöpare.
Chitsala tävlade för Malawi vid olympiska sommarspelen 2016 i Rio de Janeiro, där han blev utslagen i försöksheatet på 5 000 meter.